# Polypodium fraternum
Polypodium fraternum är en stensöteväxtart som beskrevs av Diederich Franz Leonhard von Schlechtendal och Cham. Polypodium fraternum ingår i släktet Polypodium och familjen Polypodiaceae. Inga underarter finns listade.